# Raúl Cáceres Urtubia
Raúl Cáceres Urtubia (Curicó, Chile; 15 de abril de 1927-ibíd., 18 de enero de 2016) fue un jinete chileno de rodeo. Junto a Pablo Quera fueron campeones nacionales en dos oportunidades, consagrándose como los más ganadores de la década de 1970.
Ganó su primer rodeo junto a Héctor Acevedo, apodado «Don Toño», de quien fue empleado por un tiempo. En 1963 junto a Hugo Cardemil comenzó a destacar en los campeonatos nacionales, en una época dominada por Ramón Cardemil y Ruperto Valderrama. Este último jinete fue el ídolo máximo de Cáceres y fue su inspiración como deportista de alto rendimiento.
En 1970, junto a Quera, obtuvo su primer campeonato nacional. Montando a "Chinganero" y "Barquillo", lograron 25 puntos buenos en la medialuna de Osorno.  Cinco años más tarde, nuevamente junto a Quera, pero esta vez montando a "Taquilla" y "Malagueña", 20 puntos buenos fueron suficientes para quedarse con el campeonato en Rancagua.
Fue distinguido por el por el Círculo de Periodistas Deportivos de Chile (CPD) como mejor deportista del rodeo en 1968 y 1969.
Falleció el 18 de enero de 2016. Su despedida fue en la Iglesia La Merced de Curicó, en donde llegaron familiares y amigos del destacado corredor, entre ellos la familia de Pablo Quera, además de mucha gente curicana. Sus restos descansan en el Cementerio General de Curicó.

## Campeonatos Nacionales
| Año  | Collera     | Caballos                   | Puntaje | Asociación |
| ---- | ----------- | -------------------------- | ------- | ---------- |
| 1970 | Pablo Quera | "Chinganero" y "Barquillo" | 25      | Curicó     |
| 1975 | Pablo Quera | "Taquilla" y "Malagueña"   | 22      | Curicó     |

### Segundos campeonatos
- 1969: junto con Pablo Quera, montando a "Barquillo" y "Chinganero" con 26 puntos.
- 1974: junto con Pablo Quera, montando a "Arroyito" y "Chamanto" con 21 puntos.

### Terceros campeonatos
- 1978: junto con Guillermo Barra, montando a "Salteador III" y "Limonero" con 17 puntos.